# Thoracibidion terminatum
Thoracibidion terminatum är en skalbaggsart som beskrevs av Martins 1968. Thoracibidion terminatum ingår i släktet Thoracibidion och familjen långhorningar.
Artens utbredningsområde är Venezuela. Inga underarter finns listade i Catalogue of Life.